# Blood on the Tracks
| Recensione | Giudizio       |
| ---------- | -------------- |
| Ondarock   | Pietra Miliare |

Blood on the Tracks è un album di Bob Dylan, pubblicato nel gennaio del 1975. L'album raggiunse la prima posizione nella classifica pop di Billboard, in Nuova Zelanda e Canada, la seconda in Norvegia, mentre nella corrispondente classifica inglese raggiunse la quarta posizione e la quinta in Olanda.
Il singolo Tangled Up in Blue si piazzò alla posizione 31 della classifica dei singoli pop. È uno degli album dell'artista ad avere realizzato le maggiori vendite. Ha infatti guadagnato un disco d'oro (12 febbraio 1975) e 2 di platino (il primo il 9 agosto 1989, il secondo il 14 novembre 1994).
È presente nella lista dei 500 migliori album secondo Rolling Stone alla posizione 16, e nella classifica dei 100 migliori album della rivista Q, alla posizione 23.

## Descrizione
Le canzoni che compongono Blood on the Tracks sono state generalmente interpretate da critica e pubblico come un riflesso dei tumulti personali che Dylan stava attraversando all'epoca, in particolare la sua separazione dalla prima moglie Sara Lownds. In realtà, Dylan non ha mai voluto confermare questa ipotesi, e nella sua autobiografia del 2004, Chronicles - Vol. 1, affermò che i brani del disco non avevano niente a che fare con la sua vita privata, e che erano stati ispirati dalla lettura dei racconti di Anton Čechov.
Tutte le dieci canzoni dell'album furono originariamente registrate a New York e prodotte da Phil Ramone. Quando la Columbia aveva già preparato gli acetati definitivi per la stampa dell'LP, Dylan cambiò idea sugli arrangiamenti dei brani, e volle ri-registrare cinque delle canzoni a Minneapolis con un gruppo di musicisti locali assemblati da suo fratello, il produttore David Zimmerman. Le teorie sul perché Dylan abbia così drasticamente voluto riscrivere l'album sono molteplici, una delle più note è quella che Dylan abbia ritenuto gli arrangiamenti dei brani troppo scarni e monotoni, con le canzoni troppo simili tra loro. È stato anche detto che, solo due settimane prima dell'uscita di Blood on the Tracks, Dylan suonò un acetato di prova del disco a suo fratello, e che il commento negativo dello stesso lo abbia portato a rimettere mano ai brani dell'album. Nonostante la versione originaria del disco sia stata ampiamente resa disponibile su bootleg, solamente una delle cinque versioni originarie dei brani reincisi è stata pubblicata ufficialmente (You're a Big Girl Now sull'album del 1985 Biograph). Versioni alternative di Tangled Up In Blue, Idiot Wind, e If You See Her, Say Hello provenienti dalle stesse sessioni sono state pubblicate in The Bootleg Series, Vol. 1-3, insieme a Call Letter Blues, un inedito poi scartato. Up To Me, altra outtake delle stesse sedute di registrazione, venne pubblicata su Biograph. Lily, Rosemary and the Jack of Hearts è l'unica canzone delle sedute di New York a non essere stata ancora pubblicata ufficialmente.
Il disco è ritenuto il lavoro migliore del Dylan degli anni settanta, in grado di rivaleggiare con i suoi capolavori più celebri degli anni sessanta. A proposito della popolarità dell'album presso i fan e la critica, Dylan disse (durante una intervista radiofonica con Mary Travers): «Un sacco di persone mi dicono che amano quell'album. È difficile per me capirne il perché. Voglio dire, alle persone piace quel tipo di dolore?».
Secondo il giornalista musicale Jimmy McDonough, prima dell'uscita di Blood on the Tracks, Dylan si recò a far visita a Neil Young nella sua casa in Florida, per chiedere la sua opinione circa i brani del disco.

## Tracce
Tutte le canzoni sono state scritte da Bob Dylan.
Lato A
1. Tangled Up in Blue – 5:40
2. Simple Twist of Fate – 4:18
3. You're a Big Girl Now – 4:36
4. Idiot Wind – 7:45
5. You're Gonna Make Me Lonesome When You Go – 2:58

Lato B
1. Meet Me in the Morning – 4:19
2. Lily, Rosemary and the Jack of Hearts – 8:50
3. If You See Her, Say Hello – 4:46
4. Shelter from the Storm – 4:59
5. Buckets of Rain – 3:29

## Formazione

### Artista
- Bob Dylan - voce, chitarra, armonica a bocca, organo, mandolino

### Altri musicisti
- Bill Peterson - basso
- Eric Weissberg - banjo, chitarra
- Tony Brown - basso
- Charlie Brown - chitarra
- Bill Berg - batteria
- Buddy Cage - chitarra steel
- Barry Kornfeld - chitarra
- Richard Crooks - batteria
- Paul Griffin - organo, tastiere
- Gregg Inhofer - tastiere
- Tom McFaul - tastiere
- Chris Weber - chitarra, chitarra 12 corde
- Kevin Odegard - chitarra

## Classifiche
| Classifica (2021) | Posizione massima |
| ----------------- | ----------------- |
| Grecia            | 47                |